# Dan Donovan

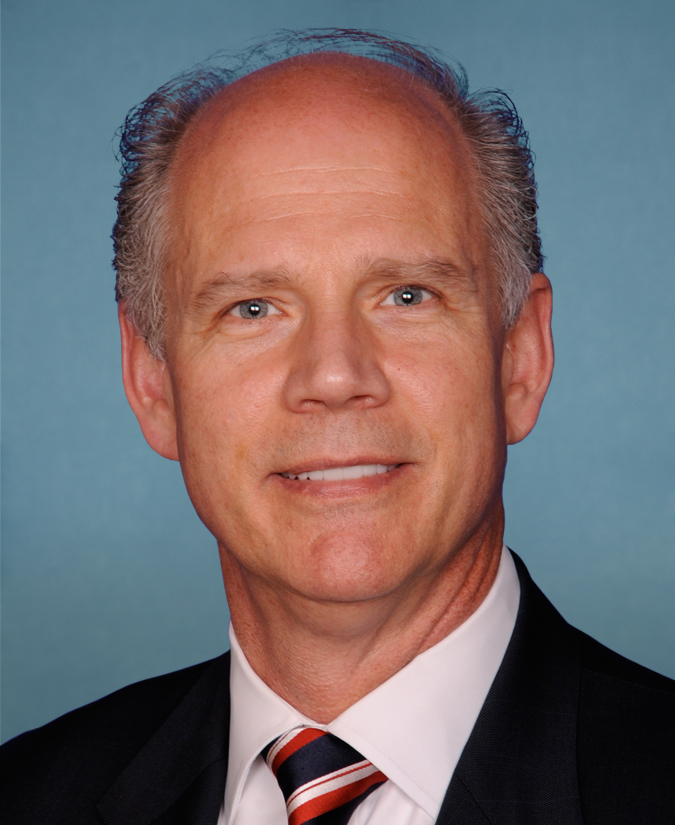
Dan Donovan

Daniel Michael Donovan, Jr. (* 6. November 1956 in Staten Island,  New York City,  New York) ist ein US-amerikanischer Jurist und Politiker der Republikanischen Partei. Von 2015 bis 2019 vertrat er den Bundesstaat  New York im US-Repräsentantenhaus.

## Werdegang
Im Jahr 1974 absolvierte Daniel Donovan die Monsignor Farrell High School in Staten Island. Danach studierte er bis 1978 an der St. John’s University Strafrecht. Nach einem regulären Jurastudium an der Fordham University wurde er im Jahr 1988 als Rechtsanwalt zugelassen. Zwischenzeitlich arbeitete er als Ermittler und Jugendberater. Von 1989 bis 1996 war er stellvertretender Bezirksstaatsanwalt (District Attorney) in Manhattan, zwischen 1996 und 2001 gehörte er zum Stab des Bezirksbürgermeisters von Staten Island, Guy Molinari. In den Jahren 2001 und 2002 war er dort stellvertretender Bezirksbürgermeister. Danach war er von 2002 bis 2015 Bezirksstaatsanwalt im Richmond County.
Nach dem Rücktritt des wegen Steuerbetrugs verurteilten Michael Grimm wurde Daniel Donovan als Kandidat seiner Partei im elften Wahlbezirk des Staates New York in das US-Repräsentantenhaus in Washington, D.C. gewählt, wo er am 5. Mai 2015 sein neues Mandat antrat. Dort ist er Mitglied im  Auswärtigen Ausschuss und im  Ausschuss für Heimatschutz. Außerdem sitzt er in insgesamt vier Unterausschüssen. Da er bei der Wahl im Jahr 2016 in seinem Amt bestätigt wurde, gehört er auch dem am 3. Januar 2017 zusammentretenden 115. Kongress der Vereinigten Staaten an. Sein aktuelles Mandat lief bis zum 3. Januar 2019. In der vorgeschalteten parteiinternen Vorwahl der Republikaner trat sein Vorgänger Michael Grimm gegen ihn an; Donovan wird aber von der lokalen und bundesstaatlichen Parteiführung unterstützt. Zwar konnte er sich gegen Grimm durchsetzen, verlor dann aber die Hauptwahl gegen den Demokraten Max Rose.